# Тавриски
Тавриски (лат. Taurisci) — кельтское племя, состоявшее из нескольких родов, живших на севере сегодняшней Словении (Крайна) до прихода римлян (ок. 200 г. до н. э.). Имя, вероятно, происходит от кельтского «taur» — «гора», и поэтому может также относиться к «горцам» в целом.
По словам Плиния Старшего, эти люди также известны как норики (лат. Norici).
Идентичность таврисков и нориков составляет предмет научного спора. Так венгерский историк Геза Алфелди считал, что норики — это одно из племён федерации таврисков, а немецкая энциклопедия Reallexikon der Germanischen Altertumskunde определяет нориков как кельтов, населяющих царство Норик (в современной Каринтии), а таврисков считает их соседями с юго-восточной стороны.
На основании нескольких не расшифрованных надписей предполагается существование норикского языка.
Близкое отношение к таврискам имели амбисонты (лат. Ambisonti).

## История
Первые упоминания о таврисках Норика находим у Полибия во «Всеобщей истории»:

Золотые россыпи в Норике. …Еще в его время, говорит Полибий, в земле таврисков и нориков, вблизи Аквилеи, открыты столь богатые золотые россыпи, что достаточно было углубиться фута на два от поверхности земли, чтобы тотчас напасть на золото; впрочем золотоносная мина имела не больше пятнадцати футов. Некоторая часть золота находима там в чистом виде, в кусочках величиной с полевой или волчий боб, которые на огне теряют только восьмую долю объёма; другая часть требует более продолжительного плавления, но и она очень прибыльна. Одно время италийцы в течение двух месяцев работали в россыпях вместе с варварами, и золото немедленно по всей Италии упало в цене на одну треть. Когда тавриски это заметили, то прогнали товарищей и вели торговлю одни.— Полибий «Всеобщая история»
Когда в 225 г. до н. э. на под Таламоном римляне одержали победу над кельтами, на помощь последним пришли тавриски, как свидетельствует Полибий во II в до н.е.
Страбон в своей «Географии» упоминает таврисков во многих местах:
- о поражении боев в союзе с таврисками от даков: «Известную часть этой страны (сев. Иллирики) опустошили дакийцы после победы над бойями и таврисками — кельтскими племенами, подвластными Критасиру…» (книга VII, глава 5, ст. 2)
- о расселении кимвров — «…бойи жили прежде в Геркинском лесу, а кимвры проникли в эту область, но были отброшены бойями и спустились к Истру и в страну скордискских галатов, затем — в область тевсистов и таврисков (также галатов) и, наконец, в страну гельветиев — племени, богатого золотом, но мирного.» (книга VII, глава 2, ст. 2)[5].

С присоединением региона Норик к Риму в качестве провинции его обитатели постепенно романизировались.
В Повести временных лет (начало XII века) упомянуты некие «норики» как первые славяне:

«…По разделении народов взяли сыновья Сима восточные страны, а сыновья Хама — южные страны, Иафетовы же взяли запад и северные страны. От этих же
семидесяти и двух язык произошёл и народ славянский, от племени Иафета — так называемые норики, которые и есть славяне».— Повесть временных лет

## Антропологический тип
Некоторыми антропологами выделялся антропологический тип, называемый субадриатическим или норийским, или норикским (В. Лебцельтер, К. Кун, Р. Маккалох), от названия «Норик». Название «норийский» (нем. Norische) этому типу первым дал В. Лебцельтер.